# متحور ألفا

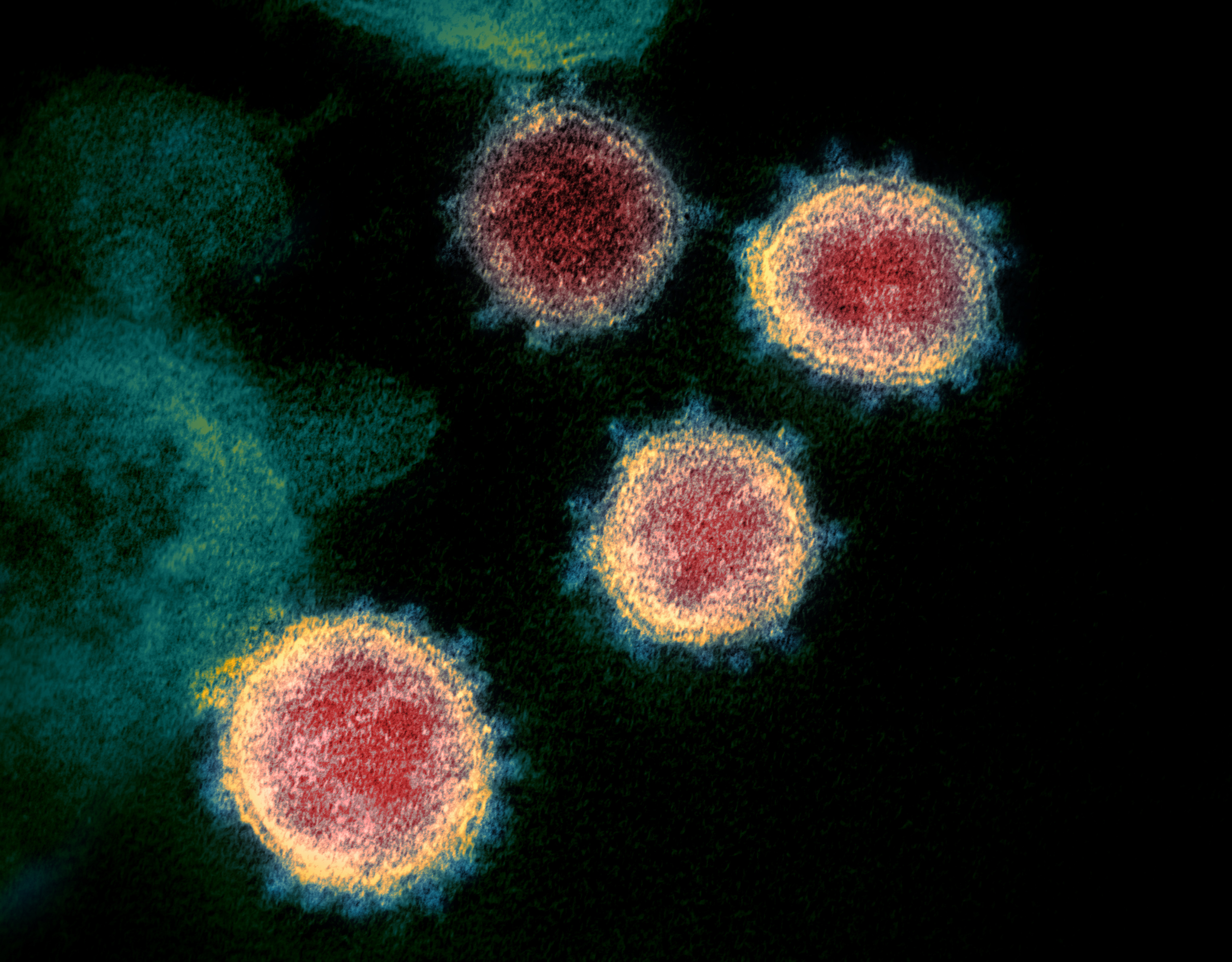
صورة مجهرية لفيروس كورونا المرتبط بالمتلازمة التنفسية الحادة الشديدة النوع 2.

متحور ألفا (بالإنجليزية: Alpha variant) واسمه الكامل سارس-كوف-2 متحور ألفا (بالإنجليزية: SARS-CoV-2 Alpha variant)؛ أحد تحورات فيروس كورونا المرتبط بالمتلازمة التنفسية الحادة الشديدة النوع 2، الفيروس المسبب لمرض فيروس كورونا 2019.
اكتُشف هذا المتحوّر للمرة الأولى في المملكة المتحدة في أكتوبر 2020، جراء عينة مأخوذة في الشهر السابق، وبدأ الفيروس المتحور يجذب الأنظار إليه بعد أن انتشر بسرعة كبيرة بحلول منتصف ديسمبر وأدّى إلى اشتداد جائحة فيروس كورونا في المملكة المتحدة وارتفاع أعداد الحالات المصابة بمرض فيروس كورونا. يُعتقد أن هذه الزيادة في الحالات ناتجة جزئيًا على الأقل عن الطفرة N501Y داخل مجال ربط مستقبلات البروتين السكري، والذي يرتبط بمستقبلات إنزيم محول للأنجيوتنسين 2 في البشر.
هناك تقارير ترجّح أن هذا التحوّر من كورونا نتج عن حدوث طفرة في الجينوم الفيروسي الذي يشفر البروتين الشائك المحيط بسطح الفيروس التاجي، والذي يلعب دورًا رئيسيًا في قدرته على إصابة خلايا جديدة ويسهل الانتقال إلى الإنسان بشكل أسرع من الفيروس الأصيل.

## اسمه
كان «التحور الأول المثير للقلق» يُعرف سابقًا باسم: «التحور الأول قيد التحقيق في ديسمبر 2020» (بالإنجليزية: The first Variant Under Investigation in December 2020) واختصارًا باسم: «في يو آي - 202012/01» أو «VUI - 202012/01»، وكان يُسمى المتحور الأول المثير للقلق في ديسمبر 2020 (بالإنجليزية: The first Variant of Concern from 2020, December) واختصارًا باسم: «في أو سي-202012/01» (بالإنجليزية: VOC-202012/01)؛ وعُيّن له رقم تسلسلي ضمن السلالة الجينية للفيروس: «B.1.1.7»، وقد عرف في بادئ الأمر باسم فيروس كورونا المتحوّر، إلى أن ظهرت متحورات أخرى انتشرت عالميًا، مثل بيتا وغاما ودلتا.. وغيرها، الأمر الذي حصر كل منها في إطار اسمها المخصص، وزال استخدام الاسم العام الذي أصبح يشير إلى كل المتحورات. أعيدت في 31 مايو 2021 تسميته من قبل منظمة الصحة العالمية، ليصبح باسم «متحور ألفا» بموجب نظام تسمية جديد أقرته المنظمة، التي أطلقت على متحورات كورونا أسماءً مماثلة بالاعتماد على أسماء أحرف الأبجدية اليونانية، وهدفت من ذلك تجنيب البلدان التي تظهر فيها متحورات كورونا لأول مرة مضار نسبة المتحور إليها بعد أن شاعت الأسماء المنسوبة جغرافيًّا في وسائل الإعلام للمتحورات الخمسة الأكثر انتشارًا عالميًّا، والمُصنفة ما بين متحورات قيد المراقبة والتحقيق أو مثيرة للانتباه أو مثيرة للقلق، مثل: المتحور البريطاني (ألفا حاليًّا)، المتحور الجنوب أفريقي، المتحور البرازيلي، المتحور النيويوركي، والمتحور الهندي، وهو ما دفع «وزارة الإلكترونيات والإعلام الهندية» أن تصدر تعميمًا يحظر ويُجرم تداول الاسم، بداعي «مكافحة نشر المعلومات الكاذبة التي تضر بسمعة البلاد». جاء في بيان «منظمة الصحة العالمية» أنها اعتمدت هذا النظام بعد استشارة الخبراء الذين أجمعوا على وضع أسماء جديدة، «تكون أسهل وأكثر عملية لمناقشتها من قبل الجماهير غير العلمية».

## علم الوراثة
حسب دراسات ائتلاف «كوغ-يوكي» (بالإنجليزية: COVID-19 UK (COG-UK))، الذي يضم جمعًا من أخصائيي علم الجينوم بهدف تتبع فيروس كورونا في المملكة المتحدة، فإن الطفرات في فيروس كورونا المرتبط بالمتلازمة التنفسية الحادة الشديدة النوع 2 شائعة، إذ اكتُشفت أكثر من 4000 طفرة في البروتين السكري وحده، ووفقًا للائتلاف فإن التركيز على الطفرات طريقة شائعة لتتبع انتشار أي فيروس. على سبيل المثال، فإن الدراسات كشفت بأن فيروس سارس-كوف-2، المسبب لمرض فيروس كورونا 2019 وصل إلى المملكة المتحدة عن طريق أكثر من 1000 حالة منفصلة. أظهرت الدراسات أيضًا أن تحوّرًا أدّى بالطفرة G614 إلى أن تحل بشكل كامل محل الطفرة D614 السابقة.
عُرف تحوّر «في يوي آي - 202012/01» (بالإنجليزية: VUI - 202012/01) من خلال 17 طفرة، بما في ذلك العديد من الطفرات في البروتين السكري، أبرزها: خَبْن 69-70، خبن 144، N501Y ،A570D ،D614G ،P681H ،T716I ،S982A ،D1118H. يبدو أن طفرة «إن501واي» (بالإنجليزية: N501Y) تعد إحدى أهم الطفرات من بين طفرات سارس-كوف-2، وهي طفرة تشير إلى وجود تغيير من الأسباراجين (N) إلى التيروسين (Y) في موضع الحمض الأميني 501. هذه الطفرة، يمكن أن تجعل من فيروس كورونا أكثر عدوى، بسبب موقعها داخل مجال ربط مستقبلات البروتين السكري (RBD)، والذي يرتبط بمستقبلات إنزيم محول للأنجيوتنسين 2 (ACE2) عند البشر والفئران.
في اجتماع جرى عبر الهاتف في 18 ديسمبر 2020، بحثت المجموعة الاستشارية لمخاطر الفيروسات التنفسية الجديدة والناشئة (بالإنجليزية: NERVTAG)، التي تقدم المشورة لحكومة المملكة المتحدة، في إمكانية هروب المستضدات، قائلةً: «إن موقع الطفرات داخل مجال ربط مستقبلات البروتين السكري، يثير احتمالًا لأن يكون هذا التحوّر متميزًا من الناحية المستضدية عن التحورات السابقة». أشارت المجموعة إلى أن هناك أربعة إصابات محتملة من بين 915 شخصًا جرى تحديد إصابتها بهذا التحوّر، إلّا إنها أشارت إلى وجود «حاجة إلى مزيد من العمل لمقارنة معدل إعادة الإصابة مع مجموعات البيانات القابلة للمقارنة».

## اكتشافه
اكتُشف تحوّر VOC-202012/01 في أكتوبر 2020 من قبل ائتلاف كوغ-يوكي، جراء عينة كانت قد أخذت في سبتمبر من نفس العام.

## خصائصه

### العدوى
خلصت المجموعة الاستشارية لمخاطر الفيروسات التنفسية الجديدة والناشئة (بالإنجليزية: NERVTAG) في اجتماع عبر الهاتف في 18 ديسمبر 2020 إلى أنها كانت على ثقة محدودة في أن تحوّر VOC-202012/01 كان أكثر قابلية للانتقال بشكل كبير من التحورات الأخرى، ولكن لم تكن هناك بيانات كافية للتوصل إلى أي استنتاج بشأن الآلية الكامنة وراء قابلية هذا التحوّر على الانتقال بشكل أسرع من غيره (مثل زيادة الحمل الفيروسي، وتوزيع الأنسجة لتكاثر الفيروس، والفاصل التسلسلي وما إلى ذلك)، إضافة إلى عدم وجود بيانات حول التوزيع العمري للحالات المصابة به، أو شدة مرض من أصيبوا به مقارنة مع الإصابات الأخرى بمرض فيروس كورونا بشكل عام.
قال رئيس الوزراء البريطاني بوريس جونسون في 19 ديسمبر 2020 إن التحوّر الجديد يمكن أن يكون أكثر قابلية للانتقال بنسبة تصل إلى 70٪ عن التحورات السابقة، على الرغم من وجود «قدر كبير من عدم اليقين» على حد تعبيره.
 عارضت الحكومة الفرنسية رأي جونسون قائلة إنه: «لم يتأكد إلى الآن أن الانتشار السريع لهذا التحوّر في المملكة المتحدة مرتبط بخاصية أساسية للفيروس». من جانبه وافق الجنرال فيفيك مورثي مسؤول الصحة العام السابق في الولايات المتحدة والرئيس المشارك للمجلس الاستشاري لكوفيد-19، رئيس الوزراء البريطاني جونسون، من خلال الإشارة إلى أن الفيروس المتحوّر يبدو أكثر سهولة في الانتقال إلى البشر من قرائنه.

### حدته
خلصت «نرفتاغ» في اجتماعها إلى عدم وجود بيانات كافية للتوصل إلى نتيجة بشأن مدى شدة المرض الذي يسببه الفيروس المتحور. في إحاطة جونسون في اليوم التالي، قال المسؤولون إنه «لا يوجد دليل» حتى ذلك التاريخ على أن الفيروس المتحور تسبب في ارتفاع معدل الوفيات، أو تأثر بشكل مختلف باللقاحات والعلاجات؛ وافق فيفيك مورثي أيضًا ما ذهب إليه البريطانيون.
في منتصف ديسمبر 2020، قالب سوزان هوبكنز، المستشارة الطبية المشتركة لخدمة الاختبار والتتبع الوطني الإنجليزي ولهيئة الصحة العامة في إنجلترا، إنه: «لا يوجد حاليًا دليل على أن هذا التحوّر يسبب مرضًا أكثر خطورة، على الرغم من اكتشافه في منطقة جغرافية واسعة، خاصة حيث توجد حالات متزايدة يجري اكتشافها».
اعتبارًا من 19 ديسمبر 2020، كان مختبر الصحة العامة في إنجلترا في بورتون داون يجري اختبارات للعثور على دليل ما إذا كان الفيروس المتحور يؤثر على شدة المرض.

### فعالية اللقاح
اعتبارًا من أواخر عام 2020، دخلت مجموعة من لقاحات كورونا مرحلة الإنتاج والتطعيم إضافة إلى وجود أخرى قيد التطوير. بينما يحتوي الفيروس المتحور على طفرات في البروتين السكري الذي تستهدفه اللقاحات الرئيسية الثلاثة، فإن الجهاز المناعي ينتج أجسامًا مضادة لعدة مناطق من البروتين استجابةً للقاح، لذلك يُعتقد أنه من غير المحتمل أن تؤدي طفرة واحدة إلى جعل اللقاحات أقل فعالية.
ومع ذلك، مع حدوث المزيد من الطفرات، قد تحتاج اللقاحات إلى تطوير يواكب التحورات الجارية. تشير الدراسات إلى أن فيروس سارس-كوف-2 لا يتحوّر بنفس سرعة فيروسات الإنفلونزا الأخرى، كذلك اللقاحات الجديدة التي أثبتت فعاليتها بحلول نهاية عام 2020 هي أنواع يمكن تعديلها إذا لزم الأمر. اعتبارًا من نهاية عام 2020، يعتقد الخبراء والسلطات الصحية الألمانية والبريطانية والأمريكية أن اللقاحات الحالية ستكون فعالة ضد تحوّر VUI - 202012/01 الجديد مقارنة بالتحورات السابقة.

## مناطق انتشاره
من المحتمل أن تكون الحالة الأولى لفيروس كورونا المتحور قد وقعت في منتصف سبتمبر 2020 في لندن أو كنت بالمملكة المتحدة. اعتبارًا من 13 ديسمبر 2020، حُددت 1,108 حالة مصابة بهذا التحور في المملكة المتحدة في ما يقرب من 60 سلطة محلية مختلفة. كانت هذه الحالات في الغالب في جنوب شرق إنجلترا. جرى التعرف على فيروس كورونا المتحور في ويلز واسكتلندا أيضًا. في 20 ديسمبر 2020، أفادت هيئة الإذاعة البريطانية أن منظمة الصحة العالمية قالت إنه أبلغ عن تسع حالات مصابة بهذا الفيروس المتحور في الدنمارك، وواحدة في كل من هولندا وأستراليا. في وقت لاحق من نفس اليوم، أفيد أنه عُثر على أربعة حالات مصابة في بلجيكا، وحالة واحدة في إيطاليا.
تشير الأرقام إلى أن الحالات المصابة بهذا الفيروس المتحور في كل من المملكة المتحدة والدنمارك تتزايد بمعدلات أعلى بكثير من بقية البلدان الأخرى، ومن المحتمل أن تكتشف دول أخرى حالات إصابة بهذا الفيروس لاحقًا.
في جنوب أفريقيا، اكتُشف متحور آخر له نفس الطفرة N501Y، وهي الطفرة التي يمكن أن تؤدي إلى زيادة قابلية انتقال الفيروس، ولكنه تحوّر منفصل عن تحوّر المملكة المتحدة. اكتشفت طفرة N501Y أيضًا في أماكن أخرى: في أستراليا في يونيو ويوليو، وفي الولايات المتحدة في يوليو، وفي البرازيل في أبريل، ولم يتضح بعد ما إذا كان هذا التحوّر قد نشأ تلقائيًا في المملكة المتحدة أم وفد إليها.

### إجراءات المراقبة والحظر
اعتبارًا من 20 ديسمبر 2020، تأثرت جميع دول المملكة المتحدة بالقيود المفروضة على السفر المحلي كرد فعل على الانتشار المتزايد لمرض فيروس كورونا 2019، وهو الانتشار الذي يُنسب جزئيًا على الأقل إلى متحور «في أو سي-202012/01». خلال شهر ديسمبر 2020، أعلن عدد متزايد من البلدان في جميع أنحاء العالم عن حظر مؤقت، وأشارت بعض الدول إلى أنها من تفكّر في حظر سفر الركاب من المملكة المتحدة، وفي العديد من الحالات من دول أخرى مثل هولندا والدنمارك.
قال متحدث باسم منظمة الصحة العالمية: «في جميع أنحاء أوروبا، حيث يكون انتقال العدوى مكثفًا وواسع الانتشار، تحتاج البلدان إلى مضاعفة أساليب السيطرة والوقاية». معظم حالات الحظر من قبل دول الاتحاد الأوروبي كانت لمدة 48 ساعة، في انتظار اجتماع الاستجابة للأزمة السياسية المتكاملة لممثلي الاتحاد الأوروبي في 21 ديسمبر لتقييم التهديد المحتمل من فيروس كورونا المتحور وتنسيق الاستجابة المشتركة للتعامل معه.
فرضت العديد من البلدان في أوروبا والعديد من دول الشرق الأوسط وشمال إفريقيا والأمريكتين قيودًا على سفر الركاب من المملكة المتحدة؛ كما قيدت فرنسا المجاورة دخول شاحنات نقل البضائع، كما طبق البعض قيودًا على السفر من دول أخرى.